# Портер Тауншип (округ Скайлкілл, Пенсільванія)
Портер Тауншип (англ. Porter Township) — селище (англ. township) в США, в окрузі Скайлкілл штату Пенсільванія. Населення — 2145 осіб (2020).

## Демографія
Згідно з переписом 2010 року, у селищі мешкало 2176 осіб у 927 домогосподарствах у складі 629 родин. Було 1031 помешкання
Расовий склад населення:
| - 98,4 % — білих - 0,4 % — чорних або афроамериканців - 0,4 % — азіатів - 0,3 % — корінних американців |

До двох чи більше рас належало 0,3 %. Частка іспаномовних становила 0,6 % від усіх жителів.
За віковим діапазоном населення розподілялося таким чином: 19,3 % — особи молодші 18 років, 61,4 % — особи у віці 18—64 років, 19,3 % — особи у віці 65 років та старші. Медіана віку мешканця становила 44,8 року. На 100 осіб жіночої статі у селищі припадало 100,2 чоловіків;  на 100 жінок у віці від 18 років та старших — 97,0 чоловіків також старших 18 років.
Середній дохід на одне домашнє господарство  становив 56 817 доларів США (медіана — 41 750), а середній дохід на одну сім'ю — 70 772 долари (медіана — 59 063). Медіана доходів становила 45 573 долари для чоловіків та 30 491 долар для жінок. За межею бідності перебувало 7,7 % осіб, у тому числі 11,0 % дітей у віці до 18 років та 3,9 % осіб у віці 65 років та старших.
Цивільне працевлаштоване населення становило 923 особи. Основні галузі зайнятості: виробництво — 21,6 %, освіта, охорона здоров'я та соціальна допомога — 17,4 %, роздрібна торгівля — 11,8 %, публічна адміністрація — 9,4 %.